# Ерадикація інфекційних хвороб
Ерадикація інфекційних хвороб (англ. Eradication of infectious diseases; ліквідація, викорінення інфекційних хвороб) — зниження поширеності інфекційного захворювання в глобальній популяції населення до нуля. Цей термін іноді плутають з елімінацією, яка описує або зниження поширеності інфекційного захворювання серед населення певного регіону до нуля, або зменшення світової поширеності до незначної. Подальша плутанина виникає внаслідок використання терміна «ерадикація» для позначення повного видалення даного патогену у людини (також кліренс інфекції), особливо в контексті ВІЛ-інфекції та деяких інших вірусних уражень (гепатит C, гепатит B тощо) під час лікування противірусними препаратами.
Вибір інфекційних хвороб для викорінення ґрунтується на суворих критеріях, оскільки як біологічні, так і технічні особливості визначають, чи підпадає патогенний організм (принаймні потенційно) під можливість винищення. Визначений для ерадикації мікроорганізм не повинен мати резервуар, що не є людським (або, у випадку захворювань тварин, інфекційний резервуар повинен бути легко виявленим видом, як у випадку з чумою великої рогатої худоби) і / або поширюватися у довкіллі.
Для переривання передачі інфекційного агента необхідно мати можливість ефективного та практичного втручання — вакцина або антибіотик. Дослідження кору в довакцинаційну епоху призвели до кількісного поняття розміру критичної громади, необхідного вакцинованого населення, нижче якого патоген не передається. Використання програм вакцинації перед початком кампанії зі знищення може зменшити захворюваність населення. Хвороба, яку потрібно знищити, повинна бути чітко ідентифікована, і для цього має існувати точний діагностичний інструмент. Економічні міркування, а також соціальна та політична підтримка та відданість цьому процесу є іншими важливими факторами, що визначають можливість здійснення ліквідації.
Наразі дві інфекційні хвороби були успішно викорінені: натуральна віспа (1980) та чума великої рогатої худоби (2011). Існує також п'ять програм з ліквідації поліомієліту, фрамбезії, дракункульозу, онхоцеркозу та малярії. Ще п'ять інфекційних захворювань були визначені Міжнародною робочою групою Картер Центру з ліквідації захворювань станом на квітень 2008 року як такі, що можуть потенційно бути ліквідовані найближчим часом за допомогою нинішніх технологій — кір, епідемічний паротит, краснуха, лімфатичні філяріїдози та цистицеркоз. Особлива соціальна інфекційна хвороба туберкульоз також має свою програму ерадикації.

## Історія ліквідації натуральної віспи та чуми великої рогатої худоби
Натуральна віспа стала першою хворобою, яку людству вдалося викорінити. Підвалини цього заклали дослідження Едуарда Дженнера у 1798 році, коли він прищепив патогенний матеріал від хворої на коров'ячу віспу тварини неімунній людині. У XIX—XX століттях проведено масову кампанію вакцинації, яка призвела до того, що у 1980 році Всесвітня організація охорони здоров'я (ВООЗ) заявила про ліквідацію хвороби на планеті.
Детальніші відомості з цієї теми ви можете знайти в статті Натуральна віспа.
У XX столітті відбулось декілька кампаній з ерадикації чуми великої рогатої худоби. Вони не дали запланованого ефекту, допоки не було застосовано ефективну живу ослаблену противірусну вакцину, що призвело до викорінення хвороби у 2010 році. Це наразі перша і єдина хвороба тварин, яку вдалося ліквідувати людству на всій Землі.
Детальніші відомості з цієї теми ви можете знайти в статті Чума великої рогатої худоби.

## Сучасні напрямки ерадикації

### Поліомієліт
Зусилля по знищенню цієї хвороби почалися з 1950-х років, коли створено вакцини Солка і Себіна. Вакцинація йшла по-різному в регіонах, деінде хворобу і циркуляцію поліовірусів ліквідовано, але тільки У 1988 році 41-а сесія Всесвітньої асамблеї ВООЗ прийняла резолюцію про глобальну ліквідацію поліомієліту, який спричинює дикий поліовірус. Це поклало початок Глобальній ініціативі з ліквідації поліомієліту (англ. GPEI), очолюваної національними урядами, ВООЗ, Ротарі Інтернешнл (англ. Rotary International), Центрів США по контролю і профілактиці захворювань (англ. CDC), ЮНІСЕФ та за підтримки ключових партнерів, включаючи Фонд Білла і Мелінди Гейтс. Це сталося за наявності прогресу в 1980-х роках по ліквідації поліомієліту в Америці. ВООЗ поставила завдання впровадити суцільну вакцинацію. Мета програми полягала в ліквідації поліомієліту до 2000 року. Це не вдалося. Оновлений стратегічний план на 2004—2008 роки передбачав досягнення глобальної ліквідації шляхом переривання передачі поліовірусу за допомогою стратегій рутинної імунізації, кампаній додаткової імунізації та спостереження за можливими спалахами. За оцінками ВООЗ, глобальна економія від ліквідації через неможливість противірусного лікування та витрати на інвалідність може перевищувати один мільярд американських доларів США на рік.
Регіони світу були оголошені звільненими від поліомієліту в такому порядку:
- Америка (1994)
- Індо-Західний Тихоокеанський регіон (1997 рік)
- Європа (1998)
- Західна частина Тихого океану, включаючи Китай (2000 рік)
- Південно-Східна Азія (2014 рік), включаючи Індію

Найнижча захворюваність на поліомієліт спостерігалася в 2017 році, було зафіксовано лише 22 випадки захворювання, хоча у загальній кількості зареєстрованих випадків захворювання (включаючи випадки циркуляції вакцинних штамів) спостерігалося більше, ніж у 2016 році, головним чином через повідомлення про циркуляцію вакцинних штамів в Сирії, де він, швидше за все, циркулював раніше, але не був виявлений, ймовірно, через громадянську війну. Лише дві-три країни наразі залишаються, в яких передача поліовірусу не перервана: Пакистан, Афганістан і, можливо, Нігерія. З серпня 2016 року в Нігерії не було випадків виникнення диких штамів поліомієліту, хоча вакцинні штами виявлено у зразках довкілля в 2017—2018 роках.
20 вересня 2015 року ВООЗ оголосила про те, що дикий поліомієлітний вірус типу 2 знищено в усьому світі, оскільки його не було виявлено з 1999 року. Дикий поліомієлітний вірус типу 3 також ймовірно знищено, оскільки його не виділяли з довкілля з 2012 року, залишається циркулювати тільки дикий поліомієлітний вірус типу 1 і циркулюючі вакцинні штами.
Детальніші відомості з цієї теми ви можете знайти в статті Поліомієліт.

### Дракункульоз
Гельмінтоз, також відомий як хвороба рішти, який спричинює Dracunculus medinensis. Хвороба поширюється через споживання питної води, зараженої личинками гельмінта. Наразі тривають об'єднані зусилля з ліквідації цієї хвороби CDC, ВООЗ, ЮНІСЕФ та Фонду Білла і Мелінди Гейтс. На відміну від натуральної віспи та поліомієліту, не існує вакцин або лікарської терапії у випадку дракункульозної інфекції. Зусилля з ліквідації його були спрямовані на забезпечення безпеки поставок питної води (наприклад, шляхом надання свердловин чи очищення води ларвіцидами), на захист від поширення інфекції та на санітарно-просвітницьку роботу. Ці стратегії дали багато успіхів: через два десятиліття зусиль по знищенню захворюваність впала до 22 випадків у 2015 році, після чого в 2016 році їхня кількість збільшилася до 25 випадків та 2017 року — до 30 випадків, але це була найкраща динаміка приблизно з 3,5 мільйонів захворілих у 1986 році. Успіх був повільний, ніж сподівалось — спочатку ліквідацію планувалось здійснити до 1995 року. ВООЗ сертифікувало 180 країн, вільних від цієї хвороби, і лише в двох станом на 2017 рік (Ефіопія і Чад), де зареєстровано лише 30 хворих. Цей гельмінт здатний заразити собак, домашніх котів і бабуїнів, що ускладнює його викорінення.
Детальніші відомості з цієї теми ви можете знайти в статті Дракункульоз.

### Фрамбезія
Є рідкісною нефатальною, але інвалідизуючою хворобою, яку спричинює Treponema pallidum pertenue, близький родич збудника сифілісу Treponema pallidum pallidum. Глобальна поширеність цього захворювання та інших ендемічних трепонематозів беджелю і пінти скоротилася в рамках програми «Глобальний контроль трепонематозів» у період з 1952 по 1964 рік з приблизно 50 мільйонів випадків до приблизно 2,5 мільйонів (95 % скорочення). Проте, після припинення цієї програми, ці захворювання залишалися поширені в окремих районах Азії, Африки, Північної та Південної Америки, де спостерігалися навіть спалахи. Відповідно до офіційної дорожньої карти ВООЗ 2012 року, ліквідація повинна бути досяжною до 2020 року.
Детальніші відомості з цієї теми ви можете знайти в статті Фрамбезія.

### Малярія
У 1955 році ВООЗ розпочала програму глобальної ініціативи з ліквідації малярії. Але поступово підтримка зменшилася, і програма була припинена в 1969 році. З 2000 року підтримка ліквідації збільшилася. Згідно з Всесвітнім звітом Всесвітньої організації звітності про малярію 2015 р. загальний коефіцієнт смертності від малярії в період між 2000 та 2015 роками зменшився на 60 %. ВООЗ націлений на досягнення подальшого скорочення на 90 % в період між 2015 і 2030 роками.
Упродовж XIX—XX століть малярія була ліквідована у більшості країн Європи, Північної Америки, Австралії, Північної Африки та Карибського басейну, а також частин Південної Америки, Азії та Південної Африки. ВООЗ визначає ліквідацію як відсутність внутрішньої передачі протягом останніх трьох років. Також визначають «етап ліквідації», коли країна перебуває на межі ліквідації малярії, тому що виникає менше одного випадку на 1000 осіб на рік.
Детальніші відомості з цієї теми ви можете знайти в статті Малярія.

## Регіонарні програми
Деякі захворювання вже викорінені з великих регіонів світу та / або наразі проводиться регіональна ліквідація. Це іноді називають «викоріненням», хоча технічно цей термін застосовується тільки тоді, коли це досягається у глобальному масштабі, а тут відбувається саме елімінація. Навіть після того, як регіональна елімінація є успішною, заходи часто повинні продовжуватися для запобігання повторного поширення в регіоні. Три хвороби, перелічені в списку (лімфатичні філяріози, кір і краснуха), є тими хвороб, які Міжнародна цільова група з ліквідації хвороб вважається потенційно винищувальними, і якщо регіональні програми елімінації будуть успішними, то це може дати поштовх програм з подальшої глобальної ліквідації.

### Теніоз, цистицеркоз і теніаринхоз
У північноамериканських країнах, таких як Сполучені Штати, ліквідація теніозу, його ускладнення цистицеркозу та теніаринхозу була досягнута. Але в Мексиці ці хвороби мають поширення. У багатьох країнах Європи також досягнуто ерадикацію їх, тоді як в Африці, Азії вони ще значно поширені.
Детальніші відомості з цієї теми ви можете знайти в статті Теніоз.
Детальніші відомості з цієї теми ви можете знайти в статті Цистицеркоз.
Детальніші відомості з цієї теми ви можете знайти в статті Теніаринхоз.

### Лімфатичні філяріїдози
Дослідження довели, що передача інфекції може бути порушена, коли одна доза комбінованих пероральних ліків постійно підтримується щорічно протягом приблизно семи років. Стратегія ліквідації передачі лімфатичних філяріїдозів полягає в масовому розповсюдженні ліків, які вбивають мікрофілярій та припиняють передачу паразиту комарами в ендемічних спільнотах. У Африці на південь від Сахари альбендазол використовується з івермектином для лікування захворювання, тоді як в інших країнах світу альбендазол застосовується разом з діетилкарбамазином. Використання комбінованих ліків краще зменшує кількість мікрофілярій у крові. Уникаючи укусів комарів, наприклад, використовуючи протимоскітні сітки, оброблених інсектицидами, також зменшує передачу філярій.
Резолюція Всесвітньої асамблеї охорони здоров'я WHA50.29 закликає держави-члени усунути лімфатичні філяріїдози як проблему громадського здоров'я. У відповідь ВООЗ розпочала свою глобальну програму з ліквідації лімфатичного філяріозу (GPELF) у 2000 році. У 2012 році ВООЗ знову підтвердила цільову дату досягнення ліквідації до 2020 року.
Детальніші відомості з цієї теми ви можете знайти в статті Лімфатичні філяріїдози.

### Онхоцеркоз
Онхоцеркоз (річкова сліпота) — друга в світі причина сліпоти інфекційного походження. Більше 99 % інфікованих людей живуть у 31 африканській країні. Захворювання також є в деяких осередках у Латинській Америці та Ємені. Спрямована терапія івермектином є основною стратегією усунення онхоцекозу в Африці і Америці. У липні 2016 року Гватемала стала четвертою країною світу, де передачу онхоцеркозу ліквідовано, після Колумбії (2013 р.), Еквадору (2014 р.) та Мексики (2015 р.).
Детальніші відомості з цієї теми ви можете знайти в статті Онхоцеркоз.

### Кір
У 2010 році Всесвітня асамблея охорони здоров'я встановила 3 етапи для майбутньої викорінення кору, яке мало бути досягнуто до 2015 року:
- збільшити планове охоплення першою дозою вакцини проти кору (MCV1) більш ніж на 90 % на національному рівні та понад 80 % в кожному районі;
- зменшити і підтримувати ріст кору до менш ніж 5 випадків на мільйон;
- знизити прогнозовану смертність від кору більш ніж на 95 % з оцінки 2000 року.

У 2012 році Асамблея охорони здоров'я схвалила Глобальний план дій з вакцинації, спрямований на подолання кору в чотирьох регіонах ВООЗ до 2015 року та ще у п'яти регіонах до 2020 року. До 2016 року покращення охоплення вакцинацією в світі призвело до зменшення смертності від кору на 84 %. Упродовж 2000—2016 рр. вакцинація від кору завадила, приблизно, 20,4 млн. смертей. Протягом 2016 року ще близько 119 мільйонів дітей були вакциновані проти кору під час масових кампаній з вакцинації в 31-й країні. Усі регіони ВООЗ сьогодні встановили цілі для усунення цієї хвороби, яку можна запобігти, до 2020 року.. Регіон Америка став першим, який звільнився від кору, про що повідомило регіональне відділення ВООЗ 27.09 2016 року
Детальніші відомості з цієї теми ви можете знайти в статті Кір.

### Краснуха
ВООЗ оголосив 29 квітня 2015 року Американський регіон звільненим від краснухи та вродженої краснухи. Останній підтверджений ендемічний випадок краснухи в Америці був у Аргентині у лютому 2009 року. В інших регіонах цілі по винищенню краснухи до 2015 року не виконані.
Детальніші відомості з цієї теми ви можете знайти в статті Краснуха.

### Епідемічний паротит
ВООЗ рекомендує інтегрувати стратегії контролю епідемічного паротиту з існуючими пріоритетними цілями контролю та ерадикації кору та краснухи. Рекомендовано включити вакцину від епідемічного паротиту до комбінованої вакцини MMR.
Детальніші відомості з цієї теми ви можете знайти в статті Епідемічний паротит.

### Сифіліс
У 2015 році Куба стала першою країною в світі, яка ліквідувала передачу сифілісу від матері до дитини. У 2017 році ВООЗ повідомила, що Антигуа і Барбуда, Сент-Кітс і Невіс та чотири британські заморські території (Ангілья, Бермудські острови, Кайманові острови та Монтсеррат) засвідчили, що вони також припинили передачу сифілісу та ВІЛ від матері до дитини.
Детальніші відомості з цієї теми ви можете знайти в статті Сифіліс.

### Пріонові хвороби
Після спалахів губчатої енцефалопатії великої рогатої худоби у Великій Британії у 1990-х роках та опису «нового варіанту» хвороби Кройцфельда—Якоба були проведені кампанії по ліквідації губчатої енцефалопатії у великої рогатої худоби по всьому ЄС та за його межами, які досягли значного скорочення кількості ураженої великої рогатої худоби до 2 випадків у 2016 році Паралельно відбулося значне зниження кількості випадків «нового варіанту» у людей  [Архівовано 24 серпня 2018 у Wayback Machine.] (англ.).
Детальніші відомості з цієї теми ви можете знайти в статті Пріонові хвороби.
Детальніші відомості з цієї теми ви можете знайти в статті Хвороба Кройцфельда — Якоба.

### Сказ
Ерадикація цієї хвороби спрямована на скорочення популяції диких і бродячих тварин, контроль та обов'язковий карантин тварин, що надходять до країни, і вакцинація домашніх тварин та диких тварин. Багато острівних держав, включаючи Ісландію, Ірландію, Японію, Мальту та Велику Британію, впродовж XX століття вдалося усунути сказ, і останнім часом значна частина континентальної Європи була оголошена вільною від цієї хвороби.
Детальніші відомості з цієї теми ви можете знайти в статті Сказ.

### Тваринні хвороби
Багато експертів вважають, що чума дрібних жуйних тварин — це наступне захворювання, яке може бути піддане глобальному викоріненню. Ця хвороба, також відома як козяча чума, дуже заразне вірусне захворювання, що характеризуються гарячкою, болючими виразками у роті, язиці та на ногах, діареєю, пневмонією та смертю переважно молодих тварин.